# Port au Port West-Aguathuna-Felix Cove
Port au Port West-Aguathuna-Felix Cove es un pueblo canadiense situado en la provincia de Terranova y Labrador.

## Superficie
Port au Port West-Aguathuna-Felix Cove tiene una superficie de 16,97 km².

## Demografía
En 2021, tenía 384 habitantes, una densidad poblacional de 22,6 hab./km², y 225 viviendas.